# Hội chứng buồng trứng đa nang
Đa nang buồng trứng (tiếng Anh: polycystic ovary syndrome) viết tắt là PCOS, là một loạt các hội chứng do có quá nhiều androgen (hormone nam giới) trong cơ thế nữ giới. Các hội chứng bao gồm: Người phụ nữ có thể tích trứng to hơn người bình thường từ 2–8 mm, số lượng trứng tăng nhiều nhưng trứng lại không chín, trong trứng rỗng nên không có khả năng thụ thai. Khi phụ nữ nhiễm hội chứng này, buồng trứng có một lớp vỏ dày khiến cho các nang trứng không thể phát triển nên hàng tháng trứng không phá được lớp vỏ đó, hiện tượng phóng noãn sẽ không xảy ra.
Bệnh gặp phổ biến ở phụ nữ trong độ tuổi sinh sản. Đa nang buồng trứng ảnh hưởng lớn tới khả năng sinh sản của phụ nữ.
PCOS là một tập hợp các triệu chứng do nội tiết tố nam cao ở phụ nữ. Các dấu hiệu và triệu chứng của PCOS bao gồm bất thường hoặc không có kinh nguyệt, kinh nguyệt chảy máu nhiều, nhiều lông trên cơ thể và mặt, mụn trứng cá, đau vùng chậu, gặp khó khăn khi mang thai, và da có mảng dày, sẫm màu hơn. Các bệnh đi kèm bao gồm bệnh tiểu đường loại 2, béo phì, tắc nghẽn ngưng thở khi ngủ, bệnh tim mạch, rối loạn tâm lý, và ung thư nội mạc tử cung.
PCOS do sự kết hợp của các yếu tố di truyền và môi trường. Các yếu tố nguy cơ bao gồm béo phì, tập thể dục thể chất không đủ, và tiền sử gia đình có người bị bệnh này. Chẩn đoán dựa vào hai trong ba phát hiện sau đây: Không rụng trứng, mức độ androgen cao, và nang buồng trứng. Nang có thể được phát hiện bằng siêu âm. Các điều kiện khác gây triệu chứng tương tự bao gồm thượng thận tăng sản, suy giáp, và hyperprolactinemia.
PCOS không có thuốc chữa. Điều trị có thể gồm việc thay đổi lối sống như giảm cân và tập thể dục. Thuốc tránh thai có thể giúp cải thiện đều đặn của các thời kỳ, lông dư thừa, và mụn trứng cá. Thuốc Metformin và chống androgen có thể hỗ trợ thêm. phương pháp điều trị mụn trứng cá thông thường khác và kỹ thuật tẩy lông có thể được sử dụng. Những nỗ lực để cải thiện khả năng sinh sản bao gồm giảm cân, clomiphene, hoặc metformin. Thụ tinh trong ống nghiệm được sử dụng bởi một số người mà các biện pháp khác không có hiệu quả.
PCOS là các rối loạn nội tiết phổ biến nhất ở phụ nữ trong độ tuổi từ 18 và 44. Nó ảnh hưởng đến khoảng 5% đến 10% của nhóm tuổi này. Đây là một trong những nguyên nhân hàng đầu của vô sinh. Các mô tả PCOS sớm nhất được biết đến của những gì được công nhận là từ năm 1721 tại Ý.

## Dấu hiệu
các dấu hiệu và triệu chứng của PCOS thường gặp bao gồm những điều sau đây:
- Rối loạn kinh nguyệt. PCOS chủ yếu là gây nên có kinh thưa (vài chu kỳ kinh nguyệt) hoặc vô kinh (không có kinh nguyệt), nhưng các loại rối loạn kinh nguyệt cũng có thể xảy ra
- Vô sinh: Điều này nói chung kết quả trực tiếp từ anovulation mãn tính (thiếu sự rụng trứng).
- Mức độ cao của hormone nam tính: Các dấu hiệu thường gặp nhất là mụn trứng cá và rậm lông, nhưng có thể tạo hypermenorrhea (chu kỳ kinh nguyệt nặng và kéo dài), rụng tóc androgen (tăng thưa tóc hoặc rụng tóc lan tỏa), hoặc các triệu chứng khác. Khoảng ba phần tư trong số những người bị PCOS (bởi các tiêu chuẩn chẩn đoán của NIH / NICHD 1990) có bằng chứng về hyperandrogenemia.

Hội chứng chuyển hóa:.. Điều này dường như là một khuynh hướng béo phì và các triệu chứng khác liên quan đến kháng insulin, insulin huyết thanh, kháng insulin, và homocysteine mức cao hơn ở phụ nữ có PCOS.
Người châu Á bị ảnh hưởng bởi PCOS là ít có khả năng phát triển rậm lông hơn so với các sắc dân khác.
Biểu hiện chủ yếu là rối loạn chu kì kinh nguyệt, tình trạng không rụng trứng kéo dài khó đậu thai, bé kinh hoặc kinh loãng và ít hoặc gây xuất huyết ở cổ tử cung. Một số trường hợp bệnh nhân có triệu chứng nam hóa, lông chân lông tay nhiều, hai bên buồng trứng có biến đổi thành đa nang hoặc to lên, béo phệ, phì đại buồng trứng.